# Severni Delta Akvaridi
Severni Delta Akvaridi so meteorji iz vsakoletnega meteorskega roja.

Radiant severnih Delta Akvaridov leži v ozvezdju Vodnarja (Aqr) (Aquarius) v bližini zvezde δ Vodnarja. Severni Delta Akvaridi se pojavljajo od 15. julija do 25. avgusta], svoj vrhunec pa dosežejo 8. avgusta.

## Zgodovina
Prvič so opazili aktivnost področja, kjer se pojavljajo Delta Akvaridi v letu 1870. G. L. Tupman je takrat opazil 65 meteorjev v času med 27. julijem in 6. avgustom. V tem času se je premaknil tudi radiant. Prepričan je bil, da opazuje samostojeno vejo Delta Akvaridov, čeprav je bil v resnici radiant kombinacija severnih in južnih Delta Akvaridov. Pozneje je področje radianta opazoval tudi W. F. Denning. Severni Delta Akvaridi niso bili uradno odkriti do 50-tih let dvajsetega stoletja. V glavnem so opazovali južno vejo Delta Akvaridov.

Prva radijska opazovanja Delta Akvaridov so opravili v letu 1949, ko je kanadski astronom D. W. R. McKinley opazil obe veji Delta Akvaridov. Leta 1954 je v reviji Astrophysical Journal objavil podatke o obstoju dveh vej Delta Akvaridov.  

## Opazovanje
Severni Delta Akvaridi so šibkejši kot Južni Delta Akvaridi. Ob vrhu dosežejo okoli 10 utrinkov na uro. Roj je lažje opazovati na južni polobli, ker je radiant višje na nebu.